# Syesha Mercado
Syesha Raquel Mercado (sinh ngày 3 tháng 1 năm 1987) là một nữ ca sĩ, nhạc sĩ và diễn viên người Mỹ. Cô tham dự cuộc thi American Idol 7 và giành vị trí thứ ba chung cuộc.